# Call for Heroes: Pompolic Wars
Call for Heroes: Pompolic Wars est un jeu vidéo de type action-RPG développé par Quotix Software et édité par Strategy First, sorti en 2007 sur Windows et Wii.

## Accueil
- GameSpot : 2/10[1]
- IGN : 1,2/10[2]